# Aeroporto de Istambul

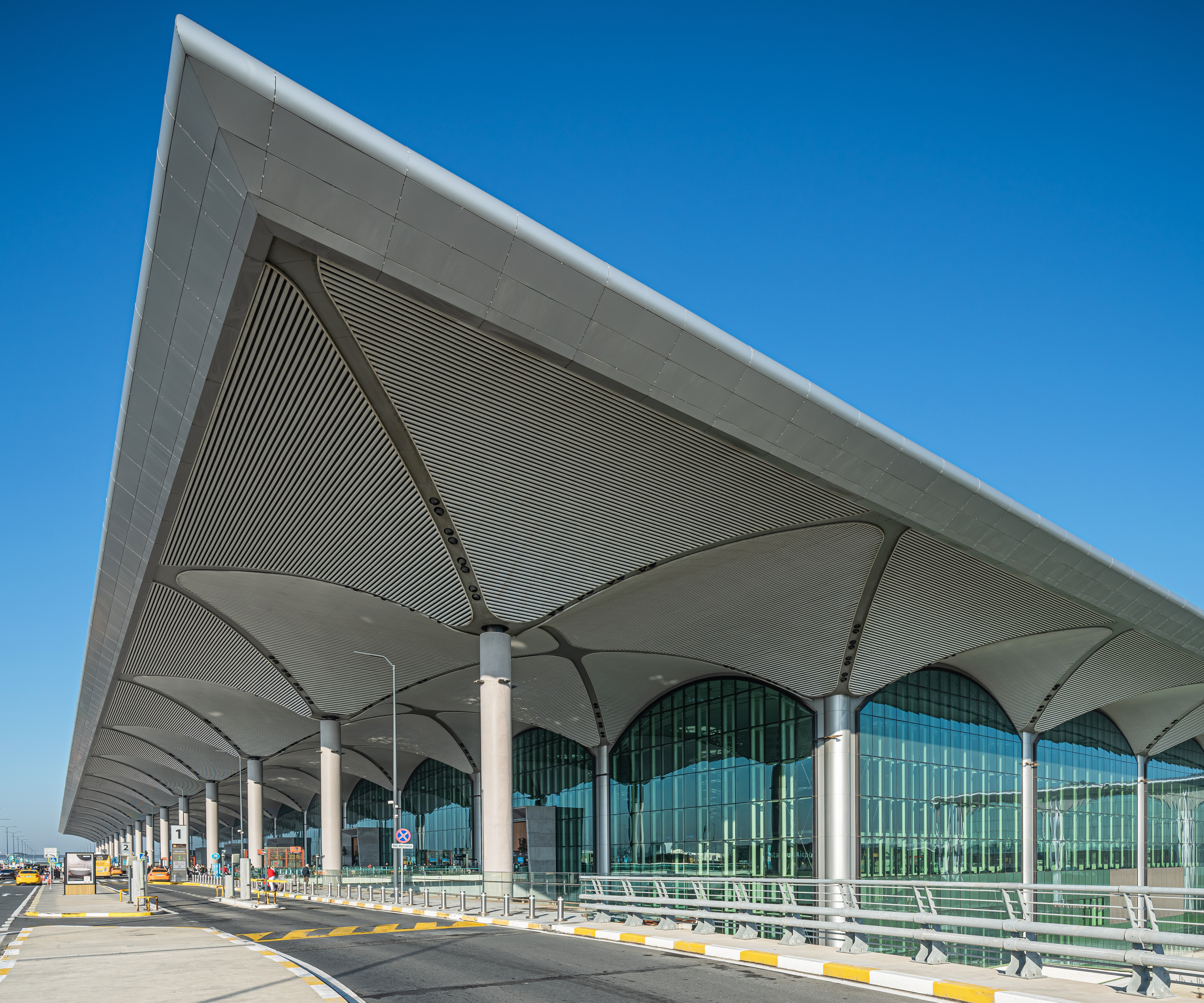
Edifício do terminal - exterior

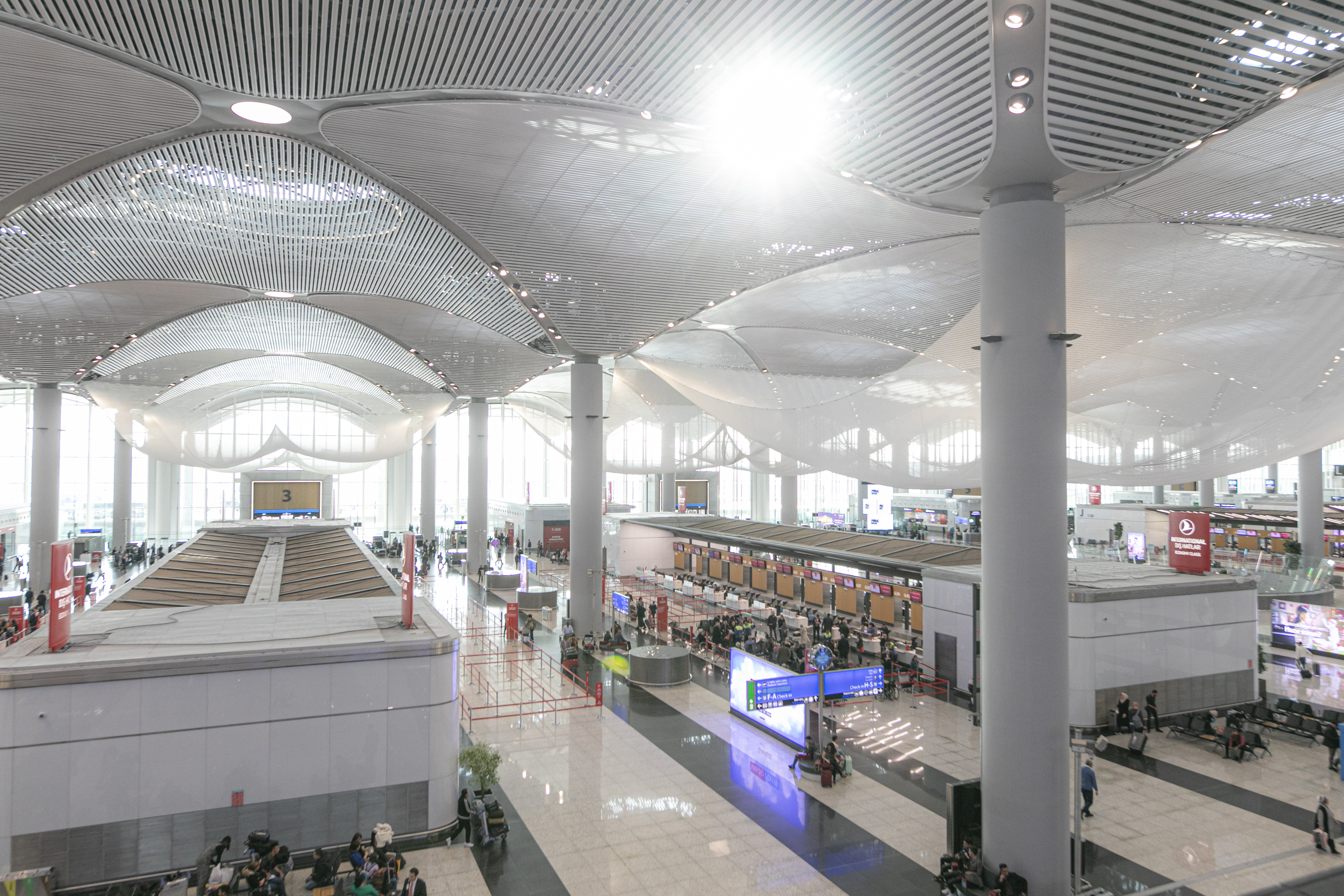
Área de check-in - interior

O aeroporto de Istambul (em turco: Istambul Havalimanı) (IATA: IST, ICAO: LTFM) é um aeroporto internacional no distrito de Arnavutköy, na parte europeia de Istambul, a noroeste do centro da cidade. Inaugurado em 29 de outubro de 2018, é o principal aeroporto da Turquia e um dos mais movimentados do mundo.
O aeroporto foi projetado para ser o maior do mundo, com capacidade para até 150 milhões de passageiros por ano, expansível no futuro para 200 milhões. É o terceiro aeroporto internacional construído em Istambul, depois do  Aeroporto Atatürk e do Aeroporto Sabiha Gökçen. O Aeroporto Atatürk foi fechado a voos regulares de passageiros quando o novo aeroporto de Istambul ficou totalmente operacional, e seu código IATA IST foi transferido para o novo aeroporto.

## Estatísticas
Ver a consulta original do Wikidata.